# Große Orangerie Schloss Charlottenburg

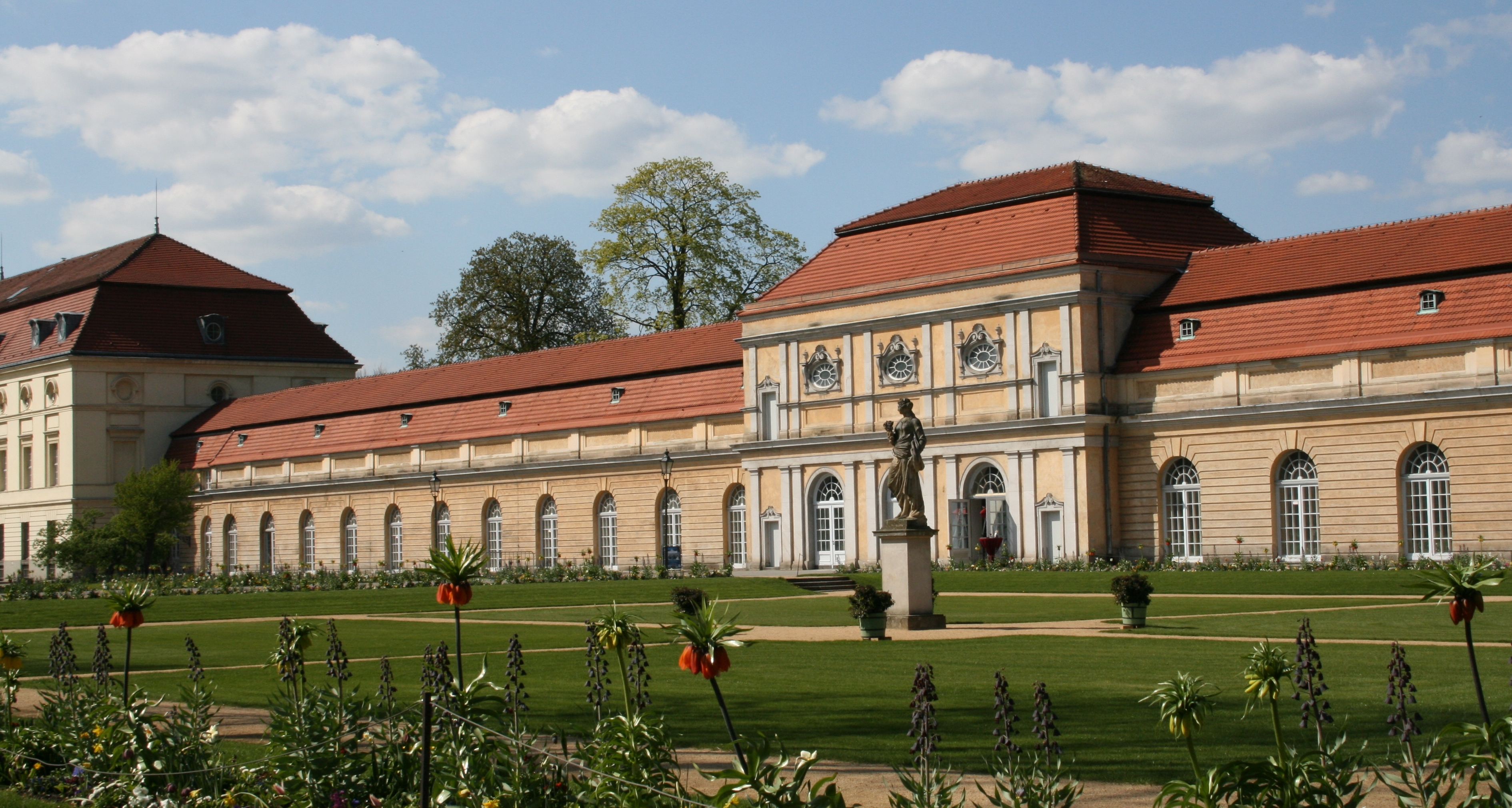
Orangerie

Die Große Orangerie am Schloss Charlottenburg ist ein denkmalgeschütztes Gebäude im Berliner Ortsteil Charlottenburg. Das Orangeriegebäude diente der Überwinterung der nicht winterharten Kübelpflanzen aus dem Schlosspark, darunter Apfelsinen-, Zitronen- und Pomeranzenbäume. Während des Leerstandes im Sommer wurde es zur Veranstaltung von Hoffesten genutzt.

## Geschichte
Die Große Orangerie wurde in den Jahren 1709–1712 unter der Leitung von Eosander von Göthe erbaut, zeitgleich mit dem Umbau des Mittelrisalites und der Kuppel des Schlosses. Diese Arbeiten wurden noch zu Lebzeiten Sophie Charlottes geplant, jedoch erst nach ihrem Tode ausgeführt. Ein geplantes Gegenstück auf der Ostseite wurde nicht verwirklicht. An dessen Stelle ließ Friedrich II. den Neuen Flügel (heute: Knobelsdorff-Flügel) errichten.
Im Zweiten Weltkrieg wurde die Orangerie 1943, wie auch das Schloss, durch alliierte Luftangriffe schwer beschädigt. Den originalgetreuen Wiederaufbau krönte 1977 das abstrakte Deckengemälde von Peter Schubert im Mittelpavillon. Heute wird die Große Orangerie für Veranstaltungen genutzt.